# Piotr I (bispo de Wrocław)
Piotr I (falecido em 29 de janeiro de 1111) foi um padre católico romano e bispo de Wroclaw.
Em 1074, após a morte do bispo Jan, ele tornou-se bispo de Wrocław. De acordo com uma tradição confiável, em 1110 ele consagrou uma igreja em Ślęża.